# Opalimosina liliputana
Opalimosina liliputana är en tvåvingeart som först beskrevs av Camillo Rondani 1880.  Opalimosina liliputana ingår i släktet Opalimosina och familjen hoppflugor. Arten är reproducerande i Sverige. Inga underarter finns listade i Catalogue of Life.